# Myers-Briggs Type Indicator
Myers-Briggs Type Indicator (MBTI) är ett av världens mest använda personlighetstest.
Testet framställdes under 1900-talet av amatörpsykologerna Isabell Myers och hennes mor, Katherine C Briggs. Det bygger på den schweiziske psykiatern Carl Gustav Jungs teorier om psykologiska typer. Det är ett av världens mest använda personlighetstest trots att det saknar vetenskapligt stöd. Testet säljs i första hand som ett instrument för självkännedom och personlig utveckling och för att visa hur skillnaderna mellan människor kan tas tillvara. Andra användningsområden är grupputveckling, där en förståelse för olikheterna kan leda till att man undviker missförstånd och konflikter och att man kan dra nytta av gruppdeltagarnas olika styrkor. Modellen används också som en grund för att reflektera kring lärostilar, för att öka sin skicklighet i bemötande av personer med annan personlighetsstil och för att bli klar över den egna ledarstilen. Dock finns inget stöd för att Myers-Briggs-testet predicerar arbetsprestation, vilket gör det olämpligt att använda i rekryteringssammanhang.
MBTI är en pseudovetenskaplig teori. Den baseras på information om hur människor föredrar att agera, men kan inte förutsäga hur människor kommer agera, vilket gör den oerhört mottaglig för vetenskaplig kritik. Testet kan inte ge sanningar om hur människor fungerar, men fingervisningar.  

## Uppbyggnad
MBTI är uppbyggt kring fyra skalor (dimensioner), var och en med två motsatta svarsalternativ vilka betecknas som preferenser. Testet tar fram de fyra preferenserna som bokstäver vilket tillsammans bildar så kallade personlighetstyper, t.ex. "ESTP" (Extraversion, Sinnesförnimmelse, Tanke och Perception) eller "INFJ" (Introversion, Intuition, Känsla och Bedömning).   

### Extraversion och Introversion
Extraversion (E) och Introversion (I) handlar om varifrån vi hämtar och riktar vår energi. En vanlig missuppfattning är att det handlar om social kompetens, men det har alltså inte att göra med hur bra vi är på att kommunicera.
- Extraversion: Uppmärksamhet och intresse främst riktat mot människor och ting i den yttre världen. Extroverta vill att deras energi ska få komma ut i sociala situationer och de får energi av att bolla sina upplevelser mot världen.

- Introversion: Uppmärksamhet och intresse främst riktat mot idéer och koncept i den inre världen. Introverta hämtar sin energi inifrån och riktar sin energi inåt genom att visualisera koncept och idéer för sig själva.

### Sinnesförnimmelse och Intuition
Sinnesförnimmelse (S från engelska "Sensing") och Intuition (N) handlar om hur vi samlar på oss information samt vilken information vi litar starkare på.
- Sinnesförnimmelse: Uppfattning av världen sker direkt via de fem sinnena. Det primära intresset ligger i det befintliga. Föredrar information som är praktisk och konkret d.v.s. här och nu samt vad det innebär att något förblir som det är.

- Intuition: Uppfattning av världen sker indirekt via det undermedvetna. Det primära intresset ligger i möjligheter - vad något skulle kunna vara eller bli. “Tänk om...?” Föredrar information som är teoretisk och töjbar, d.v.s. information som kan förändras genom byte av perspektiv.

### Tanke och Känsla
Tanke (T från engelska "Thinking") och Känsla (F från engelska "Feeling") handlar om hur vi fattar beslut.
- Tanke: Beslutsfattande grundas på logik och objektivitet. Bedömer hur ting fungerar samt de objektiva för- och nackdelar som blir resultatet av ett beslut.

- Känsla: Beslutsfattande grundas på subjektivitet kring hur saker bör värderas. Letar efter harmoni mellan beslut och personliga principer.

### Bedömning och Perception
Bedömning (J från engelska "Judging") och Perception (P från engelska "Perceiving") handlar om hur vi hanterar den yttre världen och lever våra liv i den.
- Bedömning: Hantering av den yttre världen sker helst genom bedömning såsom organisering, strukturering eller planering.

- Perception: Hantering av den yttre världen sker helst genom perception såsom spontanitet, rörlighet eller tveksamhet.

### Funktionerna
På var och en av de fyra skalorna använder alla människor den ena eller den andra preferensen vid olika tillfällen,[källa behövs] men inte båda samtidigt och inte med lika stor tillförsikt.[källa behövs] Relationen mellan de fyra funktionerna har stor betydelse för dynamiken i personligheten.[källa behövs] I kombination med preferenserna på attitydskalorna (energi/uppmärksamhet och livsstil) samspelar funktionerna på ett alldeles speciellt sätt för varje preferensprofil.

## Kritik
Myers-Briggs Type Indicator har kritiserats, bland annat för att typtänkandet anses vara förlegat i modern psykologi; människor är blandningar av typer och kan inte kategoriseras i endast 16 kategorier.
En sammanställning av vetenskaplig kritik kan se ut så här i jämförelse med det mer vetenskapligt erkända Big Five modellen inom psykologin:
1. Big Five grundar sig på vårt språk och vilka ord vi använder för att beskriva våra olikheter, vilket gör att Big Five alltid kommer att finnas - så inte MBTI
2. Big Five är byggt på skalor och dimensioner vilket bättre reflekterar hur människor är - så inte MBTI som är uppbyggt på kategorier och typer
3. Big Five normalfördelar sig i en befolkning, vilket innebär att alla kommer att ha ett värde på alla drag - så inte MBTI som ger fyra bokstäver
4. Big Five består av relativt rena faktorer - så inte MBTI vars typer innehåller lite av varje
5. Big Five har prediktiv validitet in i framtiden - så inte riktigt MBTI då dess typer innehåller lite av varje (blandade drag)
6. Big Five är i det närmaste universellt då det är grundat i respektive folks språk - så inte MBTI